# Bắc Kạn (thị xã)
Bac Kan is een thị xã in Vietnam en is de hoofdplaats van de provincie Bac Kan.
Bac Kan telt naar schatting 23.000 inwoners.